# نهر ليونغان
يبلغ طول نهر ليونغان حوالي 322 كيلومتر ويجري في السويد. ينبع بالقرب من تروندهايم والحدود النرويجية. يمر النهر في عدد من المقاطعات السويدية كجيمتلاند وفسترنورلاند. هذا وقد أنشأت عليه العديد من مشاريع إنتاج الطاقة المائية.
تم عزل مرض فيروسي ينتمي إلى عائلة الفيروسات التي تشمل شلل الأطفال والتهاب الكبد الوبائي أ من حيوان قارض يعيش على ضفاف هذا النهر وذلك في منتصف التسعينيات من القرن العشرين. ومن المدن التي تقع على ضفاف هذا النهر:
- ماتفورس
- Njurunda
- أونيه